# Thenea valdiviae
Thenea valdiviae är en svampdjursart som beskrevs av Lendenfeld 1907. Thenea valdiviae ingår i släktet Thenea och familjen Pachastrellidae. Inga underarter finns listade i Catalogue of Life.